# Генріх Кляйншрот
Генріх Кляйншрот (нім. Heinrich Kleinschroth; 15 березня 1890 — 10 січня 1979) — колишній німецький тенісист.
Найвищу одиночну позицію світового рейтингу — 9 місце досяг 1914 року (за даними А. Волліса Маєрса).
Найвищим досягненням на турнірах Великого шолома був фінал в парному розряді.
Завершив кар'єру 1938 року.

## Фінали турнірів Великого шолома

### Парний розряд (1 поразка)
| Результат | Рік  | Турнір               | Покриття | Партнер                | Суперники                             | Рахунок            |
| --------- | ---- | -------------------- | -------- | ---------------------- | ------------------------------------- | ------------------ |
| Поразка   | 1913 | Вімблдонський турнір | Трава    | Фрідріх Вільгельм Раге | Чарлз П. Діксон Герберт Ропер-Барретт | 2–6, 4–6, 6–4, 2–6 |